# زیردریایی یو-۸۲۷
زیردریایی یو-۸۲۷ (به انگلیسی: German submarine U-827) یک زیردریایی بود که طول آن ۶۷٫۱۰ متر (۲۲۰ فوت ۲ اینچ) بود. این زیردریایی در سال ۱۹۴۴ ساخته شد.